# Königs-Fliegenpilz
Der Königs-Fliegenpilz oder Braune Fliegenpilz (Amanita regalis) ist eine giftige Pilzart aus der Familie der Wulstlingsverwandten.

## Merkmale

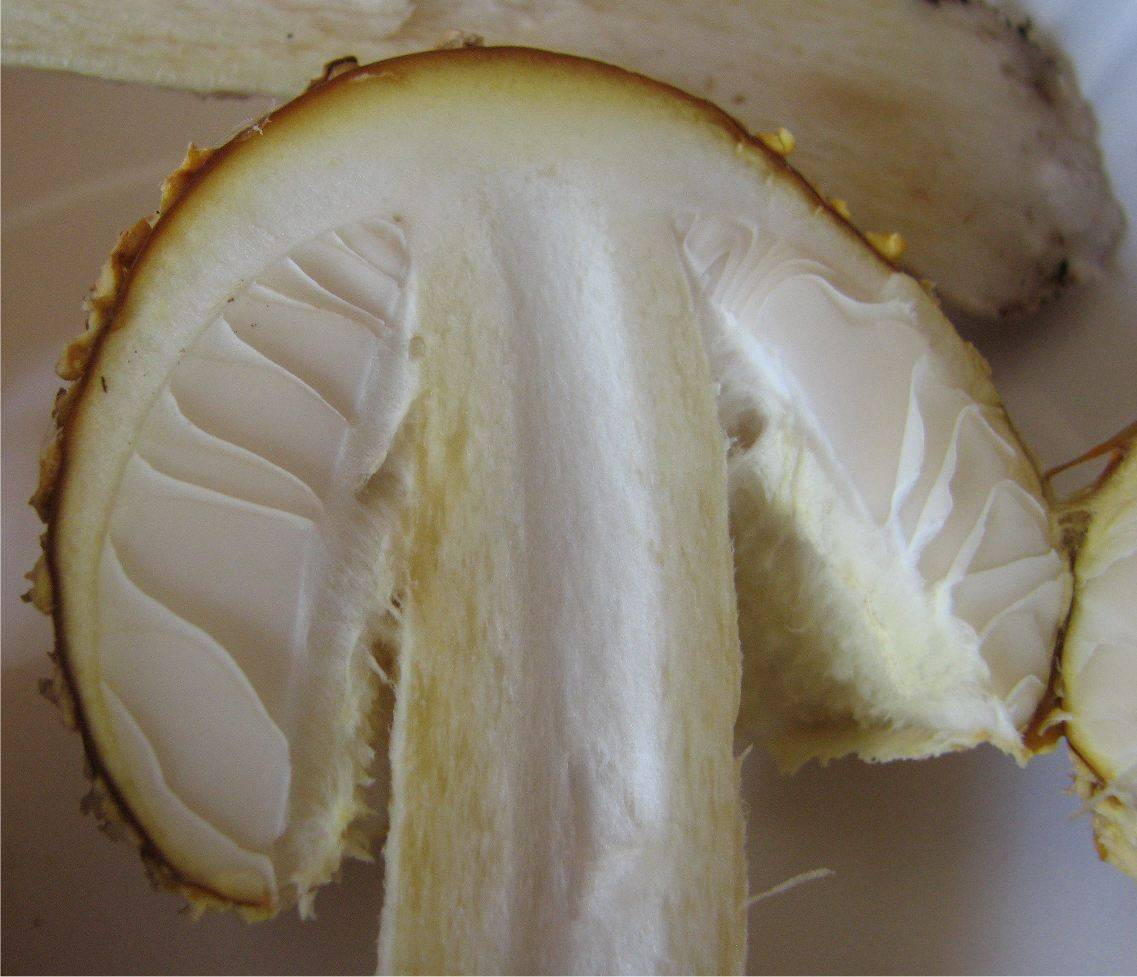
Der Hut und apikale Stielbereich des Königs-Fliegenpilzes im Längsschnitt

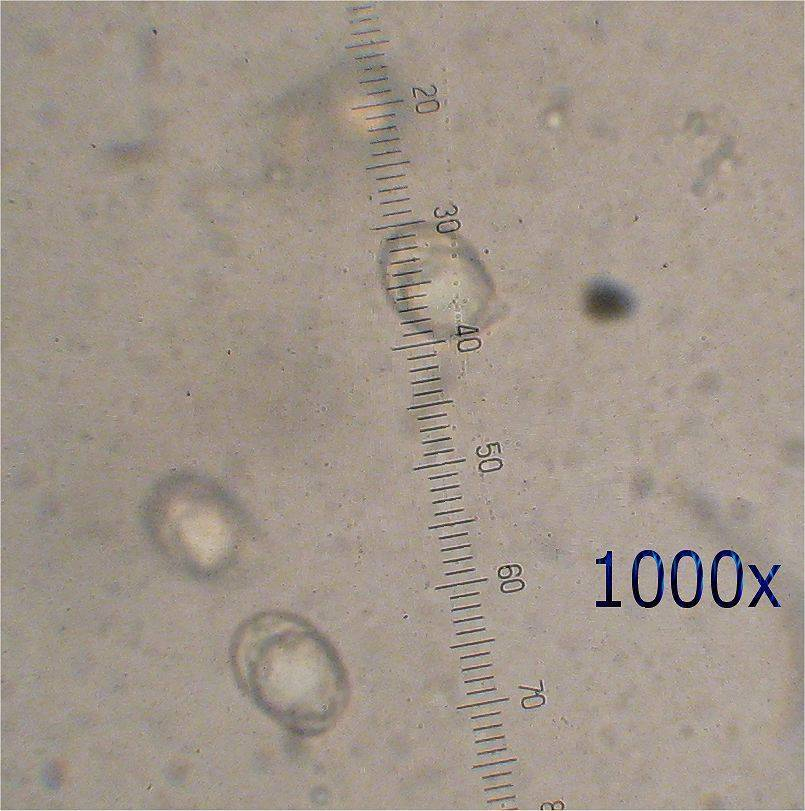
Die Sporen des Königs-Fliegenpilzes bei 1000-facher Vergrößerung im Lichtmikroskop

Der Königs-Fliegenpilz hat einen 10–15 cm breiten Hut und einen bis zu 20 cm langen und 2,5 cm dicken Stiel. Die Fruchtkörper sind jung kugelig geschlossen und von einem gelblichen Velum universale bedeckt, das beim Aufschirmen des Huts zerreißt und als warzig-schollige, weiße bis gelbliche Überreste auf der Huthaut zurückbleibt. Der Hut selbst hat eine gelb- oder leder- bis dunkelbraune Farbe. Unter der Hutdeckschicht ist das Fleisch einen schmalen Streifen gelb, gelbbraun oder grünlich gefärbt. Die freien und bauchigen Lamellen stehen sehr gedrängt und haben eine weiße bis gelbliche Färbung. Das Sporenpulver ist weiß. Der weiße, bei jungen Exemplaren volle Stiel wird im Alter hohl. Er mündet an der Basis in eine bis zu 3 cm starke Knolle, die mehrere flockige Schuppengürtel aufweist. Der hängende Ring in der oberen Stielhälfte ist vergänglich.

## Artabgrenzung
Der recht ähnliche Pantherpilz hat im Hutfleisch keine schmale, gefärbte Schicht unter der Hutdeckschicht. Der gewöhnliche Fliegenpilz hat einen roten Hut.

## Ökologie und Phänologie
Der Königs-Fliegenpilz ist ein Mykorrhizapilz, der mit der Fichte in Symbiose lebt und nur auf sauren Böden vorkommt. Im Gegensatz zum gewöhnlichen Fliegenpilz ist er auf das ursprüngliche, montane und nordische Areal der Fichte beschränkt, und konnte nicht wie dieser sein Areal mit der forstlichen Verbreitung der Fichte ausbreiten.
Die Fruchtkörper erscheinen von Juli bis Oktober.

## Verbreitung
Die Art ist im gemäßigten bis borealen Europa verbreitet, wobei sie das ursprüngliche Areal der Fichte besiedelt, sie wurde in Norditalien, Liechtenstein, der Schweiz, Österreich, Ungarn, Tschechien, der Slowakei, Norwegen, Schweden und Finnland gemeldet. In Skandinavien ist sie nördlich bis zum 69. Breitengrad verbreitet.
In Deutschland liegen die Hauptverbreitungsgebiete in den hercynischen Mittelgebirgen Harz, Thüringer Wald, Erzgebirge, Fichtelgebirge, Oberpfälzer und Bayerischer Wald/Böhmerwald.

## Bedeutung

### Toxizität
Der Königs-Fliegenpilz enthält ebenso wie der Fliegenpilz Ibotensäure. Vergiftungen sind jedoch deutlich schwerwiegender als bei diesem und mit einer Pantherpilzvergiftung vergleichbar.

### Pilz des Jahres 2000
Da er wie viele Mykorrhizapilze durch den zunehmenden Nährstoffeintrag in die Wälder gefährdet ist, wurde er 2000 von der Deutschen Gesellschaft für Mykologie zum Pilz des Jahres gewählt.

## Systematik
Der Königs-Fliegenpilz ist eng mit dem Roten Fliegenpilz verwandt und wird manchmal als Varietät dieser Art aufgefasst und alternativ als Amanita muscaria var. regalis benannt. Phylogenetische Untersuchungen bestätigten jedoch die Eigenständigkeit der Art.
Eine sehr helle Variante des Königs-Fliegenpilzes ohne deutliche Rot- oder Gelbtöne wurde 1907 als Amanita emilii beschrieben. Das Taxon wird heute jedoch als Varietät von Amanita regalis angesehen.